# Stenogymnocnemia angusta
Stenogymnocnemia angusta är en insektsart som beskrevs av Tim R. New 1985. Stenogymnocnemia angusta ingår i släktet Stenogymnocnemia och familjen myrlejonsländor. Inga underarter finns listade i Catalogue of Life.